# 샬로텐룬

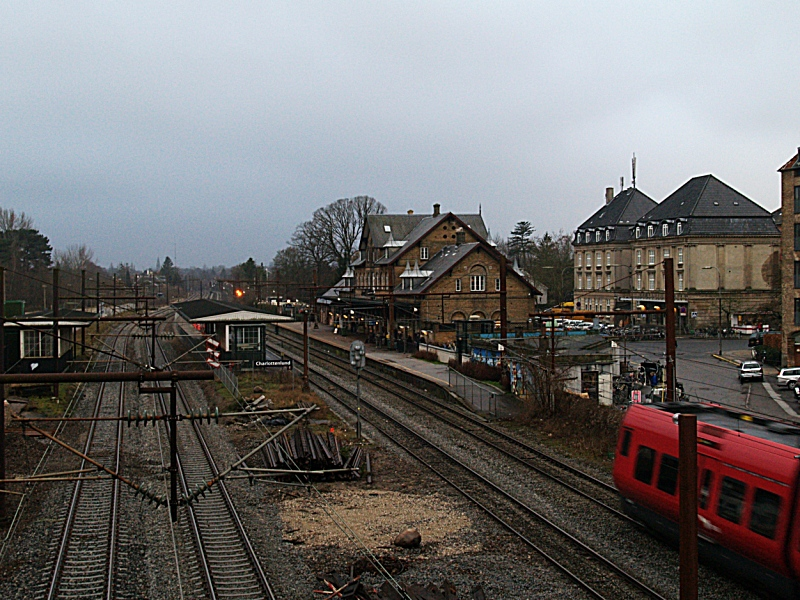
샬로텐룬 역

샬로텐룬(Charlottenlund)은 덴마크 코펜하겐의 마을로, 인구는 3,492명이다. 행정 구역상으로는 덴마크 수도 지역 겐토프테 시에 속한다. 샬로텐룬 궁전과 샬로텐룬 요새가 위치하고 있다.

## 같이 보기
- 샬로텐룬궁